# Anton Mailly
Anton Chaurand von Mailly (* 19. August 1874 in Görz; † 30. Mai 1950 in Wien) war ein österreichischer Volkskundler.

## Leben
Nach dem Besuch der Oberrealschule in Görz trat Antonius Ludovicus Aloisius Chaurand vulgo Ciaulandi de Mailly St.Eustache, der dem österreichischen Zweig der Adelsfamilie de Mailly St. Eustache entstammte, 1893 in Triest in den Staatsdienst ein, zunächst am Zentralzollamt. 1900 wurde er nach Wien versetzt, wo er als Beamter im Handelsministerium tätig war. Autodidaktisch beschäftigte er sich mit volks- und heimatkundlichen Themen, insbesondere mit der Sammlung und Erforschung von Sagen, zu denen er zahlreiche Veröffentlichungen vorlegte.
Anton Mailly wurde auf dem Wiener Zentralfriedhof bestattet. 1959 wurde die Maillygasse in Wien-Favoriten nach ihm benannt.

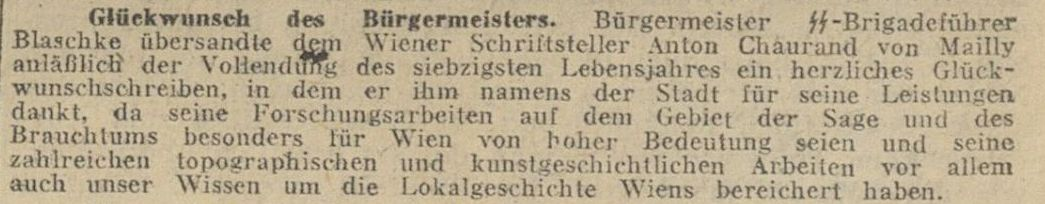
Glückwunsch zum 70. Geburtstag

## Schriften (Auswahl)
Zu vielen Schriften sind in Wikisource Digitalisate nachgewiesen (hier nicht wiederholt). Sein Nachlass im Wiener Stadt- und Landesarchiv enthält außer familiengeschichtlichen Aufzeichnungen maschinschriftliche Manuskripte aus dem Bereich der Belletristik, Heimat- und Volkskunde sowie zur Geschichte des Hauses Habsburg.
- Die romanische Kirche von Millstatt. Archäologischer Führer. Nest, Spittal an der Drau 1913.
- Mythen, Sagen, Märchen vom alten Grenzland am Isonzo. Volkskundliche Streifzüge. Schmidt, München 1916.
- Katholische Rosenkreuzerei. Mit einem Statutenbuch katholischer Rosenkreuzer aus dem XVIII. Jahrhundert. Pfullingen 1921.
- Sagen aus Friaul und den Julischen Alpen. Dieterisch’sche, Leipzig 1922. Übersetzung: Leggende del Friuli e delle Alpi Giulie. Edizione critica a cura di Milko Maticetov. 6. Auflage. LEG, Gorizia 2004 (Rezension der Erstausgabe 1986 von Leopold Kretzenbacher: volkskundemuseum.at).
- Der Tempelherrenorden in Niederösterreich in Geschichte und Sage. Schulbuchverlag, Wien 1923.
- Allerlei Merkwürdigkeiten vom Wiener Stephansdom. Selbstverlag, Wien 1923.
- Mysterien der deutschen Bauhütte. Ein Beitrag zur Geschichte der mittelalterlichen Freimaurerei. Pfullingen 1924.
- Niederösterreichische Sagen. Leipzig 1926.
- Die Kirche von St. Ruprecht in Wien. Kirsch, Wien 1927.
- Sagen aus dem Bezirk Mistelbach in Niederösterreich. Selbstverlag, Wien 1927.
- Deutsche Rechtsaltertümer in Sage und Brauchtum. Reinhold, Wien 1929.
- Anton Mailly, Adolf Parr und Ernst Löger: Sagen aus dem Burgenland. Österreichischer Bundesverlag, Wien 1931 (Reprint Archiv-Verlag, Wien 2006).
- Sage und Heimatkunde. Die Sagenbildung in der Landschaft. Kühne, Wien 1940.
- Ortswahrzeichen von Niederdonau. Ein Beitrag zur Kulturgeschichte der Ortskunde, des Reisens und des Zunftwesens. Wien 1943.
- Ricordi goriziani. Hrsg. von Hans Kitzmüller. Nuova edizione ampliata. LEG, Gorizia 2004.